# Fons Van Dyck
Fons Van Dyck (Mechelen, 1959) is een Belgisch marketing- en communicatiespecialist.

## Levensloop
Fons Van Dyck studeerde politieke en sociale wetenschappen aan de Katholieke Universiteit Leuven. Na zijn studies was hij programmamaker bij Roodvonk tussen 1982 en 1986. Vervolgens werkte hij bij Industrial Marketing Systems tot 1991 om daarna woordvoerder en communicatiedirecteur van de SP te zijn tot 1995. Vanaf 1996 was hij directeur communicatie bij Telenet om in 2001 over te stappen naar Think-BBDO.
Daarnaast is hij sinds 2007 gastprofessor marketing & communicatie aan de VUB en sinds 2016 doctor in de media- en communicatiestudies (VUB).

## Publicaties
- Het merk mens (2008)
- De Kracht van wit (2009)
- Reclame: dood of levend (2013)
- De onsterfelijke onderneming (2018)
- De toekomst is terug (2023)

## Erkentelijkheden
- 1995 - Effie-award met de campagne van Louis Tobback
- 2008 - Bekroning meest vernieuwende marketingboek voor Het merk mens
- 2009 - Master Marketeer

- Bibsys: 14041512
- Gemeinsame Normdatei: 1071919318
- International Standard Name Identifier: 0000 0003 9069 7085
- Library of Congress Control Number: n2013067897
- Nationale Bibliotheek van Tsjechië: utb2015890787
- Nederlandse Thesaurus van Auteursnamen: 142809470
- Système universitaire de documentation: 170724239
- Virtual International Authority File: 305111920